# Igreja Presbiteriana na Coreia (KoRyu) - Presbitério do Sul de Seul
A Igreja Presbiteriana na Coreia (KoRyu) - Presbitério de Seul, posteriormente conhecida como Igreja Presbiteriana na Coreia (KoRyuGaeHyuk) - em coreano 대한예수교장로회(고려개혁) – foi uma denominação reformada, formada na Coreia do Sul em 2013, por grupo dissidente da Igreja Presbiteriana na Coreia (KoRyu) (1976-2015), quando esta denominação expulsou o pastor Won-tae Seok, da Igreja Kyunghyang, acusado de assedio sexual.
Após sua formação, a denominação mudou de nome para Igreja Presbiteriana na Coreia (KoRyuGaeHyuk) – em coreano 대한예수교장로회(고려개혁) – e ingressou no Concílio de Igrejas Presbiterianas na Coreia. Em 2019, a denominação votou por ser absorvida pela Igreja Presbiteriana na Coreia (KoRyu) (1992), tornando-se um presbitério desta denominação.